# Invadarea lumii: Bătălia Los Angeles
Invadarea lumii: Bătălia Los Angeles este un film de acțiune regizat de Jonathan Liebesman după un scenariu de Christopher Bertolini[*]. A fost produs în Statele Unite ale Americii de studiourile Columbia Pictures și a avut premiera la 11 martie 2011, fiind distribuit de Columbia Pictures. Coloana sonoră este compusă de Brian Tyler[*]. Cheltuielile de producție s-au ridicat la 70.000.000 $. Filmul a avut încasări de 211.800.000 $.

## Distribuție
Rolurile principale au fost interpretate de actorii:

Aaron Eckhart
Michelle Rodriguez
Ramón Rodríguez[*]
Ne-Yo
Bridget Moynahan
Will Rothhaar[*]
Jim Parrack[*]
Taylor Handley[*]
Noel Fisher[*]
Michael Peña
Lucas Till
Joey King
Taryn Southern[*]
Michelle Pierce[*]
Cory Hardrict[*]
Neil Brown, Jr.[*]
James Hiroyuki Liao[*]  .